# Hans Firzlaff
Hans Firzlaff (* 29. März 1921 in Kolberg; † 1. März 2012 in Hannover) war ein deutscher Schriftsteller, Herausgeber und Verleger. Insbesondere als Graphiker und Pressezeichner schuf der Künstler und Autodidakt politische Karikaturen, Scherzzeichnungen, Illustrationen und kritische Grafiken zu verschiedenen Themen. Darüber hinaus gilt Firzlaff als „Wiederentdecker des Boxers Johann ‚Rukelie‘ Trollmann“.

## Leben
Hans Firzlaff wurde zu Beginn der Weimarer Republik im Jahr 1921 in Ostpommern geboren. In seiner Jugend ging er dem Boxsport nach, sah den in Hannover lebenden Rukeli Trollmann als sein Idol an.
Gemeinsam mit Reinhard Schamuhn am 8. April 1967 und seit 1972 mit Mike Gehrke gehörte Firzlaff zu den Mitbegründern des Altstadt-Flohmarkts in Hannover.
In Hannover gab Firzlaff etwa ab dem Beginn der 68er-Bewegung von 1968 bis 1983 die satirische Zeitung Niespulver heraus. Zudem war er Verleger des Satire-Verlags.
Firzlaff war mit Grethe Jürgens und Erich Wegner befreundet, beides Maler der Neuen Sachlichkeit, die nach der Unterdrückung während der Zeit des Nationalsozialismus erst wieder mit dem Beginn der Studentenbewegung als Künstler erneut in den Blickwinkel der Öffentlichkeit gerieten.
Neben der Beschickung von Ausstellungen mit eigenen Arbeiten im In- und Ausland beteiligte sich Hans Firzlaff auch an verschiedenen Aktionen in Hannover.

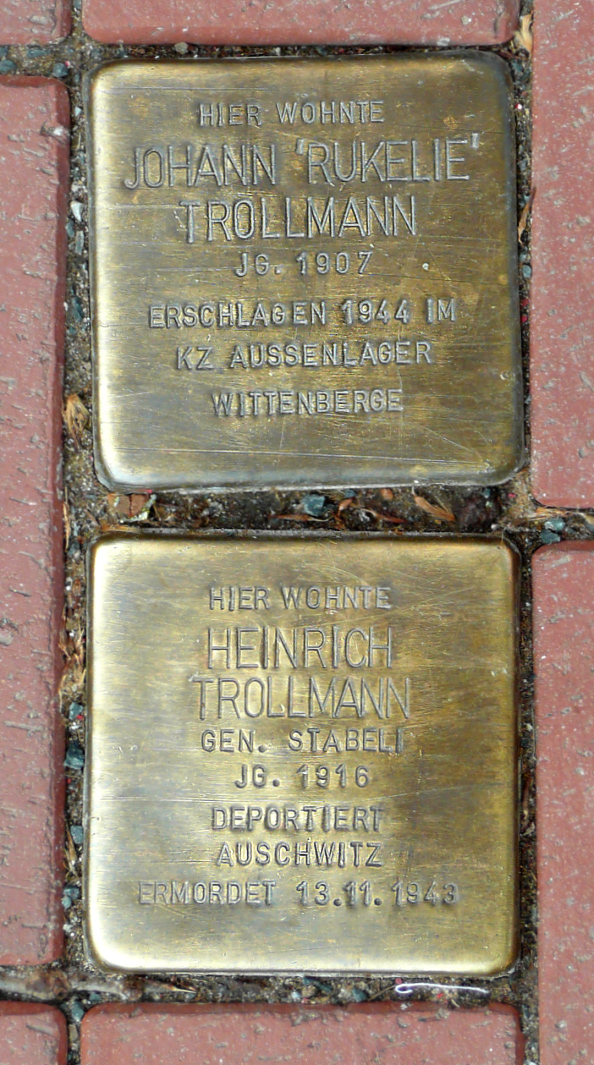
Stolpersteine für Johann „Rukelie“ Trollmann und seinen Bruder Heinrich im Johann-Trollmann-Weg in der Altstadt Hannovers

Firzlaff gilt als „Wiederentdecker des Boxers Johann ‚Rukelie‘ Trollmann“, des deutschen Meisters im Halbschwergewicht, der als verfolgter und deportierter Sinto von den Nationalsozialisten im Konzentrationslager Neuengamme 1944 erschlagen worden war. Seit den 1960er Jahren recherchierte Hans Firzlaff zu Trollmann, wurde von den Überlebenden der Familie anfangs aber immer wieder abgewiesen.
1979 unterhielt Firzlaff Wohnung und Atelier unter der Adresse Fuldaer Wende 79 im hannoverschen Stadtteil Leinhausen. Später wohnte Firzlaff in den 1980er Jahren in einer Wohnung im Stadtteil Stöcken von Hannover, wo ihn der Erste Vorsitzende des in Isernhagen sitzenden Vereins Rukeli Trollmann e.V. Alfonso Ramos-Farina Diekmann, immer wieder zu Aufarbeitungszwecken aufsuchte.
Ende des 20. Jahrhunderts lebte Firzlaff erneut im Stadtteil Leinhausen, 1998 am Geestemünder Weg 17. Noch im Ruhestand schuf Firzlaff Zeichnungen, so etwa für ein 2007 erschienenes „Lesebuch“ über den benachbarten Stadtteil Herrenhausen eine Zeichnung mit den ursprünglich von Wilhelm Busch geschaffenen Figuren Max und Moritz, die in einem durch die Hanomag in den 1920er Jahren produzierten offenen „Kommissbrot“-Automobil fahren und dabei den Werbebanner „Wir leben hier auch gerne!“ hochhalten.
In der Bildenden Kunst schuf Firzlaff neben Fotomontagen beispielsweise Radierungen mit der Kaltnadel und als Aquatinta, sowie Stücke mit den Techniken der Feder, dem Pinsel, mit Tusche und Kreide.
Hans Firzlaff wurde am 9. März 2012 auf dem Stadtfriedhof Stöcken beigesetzt.

## Ausstellungen
Neben Ausstellungen in Warschau und Moskau beschickte der Künstler beispielsweise
- die Wanderausstellung Neue Deutsche Grafik Intergrafik Berlin;
- die Welt-Cartoonale Knokke-Heist in Belgien;
- die Cartoonale Beringen in Belgien oder etwa
- Gabrovo in Bulgarien.[5]

## Schriften (Auswahl)

### Periodika
- Hans Firzlaff (Red.): Niespulver. Vereinigt mit Satire, Steintor, Hannover extra. Hannover, 4.1971 – 18.1985. ISSN 0720-6542
- Hannover extra. Flohmarkt-Journal. Firzlaff, Hannover-Herrenhausen 1973–1975. ISSN 0720-6569
- Hannover extra. Ernstes und Heiteres (= Die grosse Reihe. Band 1). Manuskripte-Sammlung mit Texten von H. Freter u. a. und Hermann Löns, Hannover: Satire-Verlag, 1986

### Sachbücher und Aufsätze
- Vineta. Pommern-Sport. Leichtathletik, [Hannover]: Satire-Verlag, 1997
- Max Schmeling und das Gut Ponickel. Vieles verbindet den 91jährigen noch mit der Landschaft um Rummelsburg. In: Die Pommersche Zeitung. Für ein freies Pommern im geeinten Deutschland und vereinten Europa. Pommerscher Zentralverband, ZDB-ID, Lübeck-Travemünde 5160613, Jahrgang 47/1997, Heft 9, S. 11.
- Hans Firzlaff: Knock-out. Das Leben des deutschen Sinti-Boxers Rukelie Trollmann aus der hannoverschen Altstadt. Nebentitel: Unter einer Gewaltherrschaft – Leben und Sterben eines Boxers aus der hannoverschen Altstadt – Johann Wilhelm (gen. Rukelie) Trollmann (1907–1943). 2. Auflage. Satire-Verlag, Hannover 1998, ISBN 3-923127-23-6.

### Illustrationen
Hans Firzlaff schuf Illustrationen unter anderem für
- Ohne Worte – Teil: Deutschland : Etwa 170 heitere Bilder ohne Worte (Hrsg.): Kurt Fred Schmidt, Kurt Fleming, Eduard Micus u. a., Verlag Kurt Desch, München Wien Basel 1956, DNB-Link
- Martin Luther: D. Martin Luthers Kleiner Katechismus [Den Schmuckteil schrieb Hans Firzlaff], Bechauf, Bielefeld 1954.
- Wolfgang Baranowsky: Unter Verdacht. Einakter (= Die Steinklopfer-Reihe [der Aussenseiter]). Steinklopfer-Verlag, Fürstenfeldbruck 1960.
- Irene Kabanyi: Die richtigen Frauen und die anderen … (= Texte zu Emanzipation und Beziehungen. Band 1). Satire-Verlag, Hannover 1977.
- Volkhard App: Aufbruch. Lyrik und Prosa. 2. Auflage. Offizin Verlag, Hannover 1981.
- Dietrich Kittner: Der gesammelten Kittner-Texte … Band 3: Krisen-Stab frei! Lacher, Lieder, Leid-Artikel (= Fischerhuder Texte. Band 3). Verlag Atelier im Bauernhaus, Fischerhude 1979, ISBN 3-88132-037-7.